# Torben Rechendorff
Torben Rechendorff, né le 1er avril 1937 à Copenhague (Danemark) et mort le 28 novembre 2022, est un homme politique danois membre du Parti populaire conservateur (KF), ministre et député au Parlement (le Folketing).

## Décoration
- 1989 : ordre de Dannebrog